# مینا (نوادا)
مینا، نوادا (به انگلیسی: Mina, Nevada) یک سکونتگاه مسکونی در ایالات متحده آمریکا است که در شهرستان مینرال، نوادا واقع شده‌است.

## خصوصیات
مینا ۶٫۲ کیلومترمربع مساحت و ۱۵۵ نفر جمعیت دارد.